# هنادي مهنا
هنادي مهنا (28 يوليو 1997)، ممثلة مصرية من أم فرنسية. والدها الملحن هاني مهنا ووالدتها فرنسية، درست إدارة الأعمال في مدينة برشلونة في إسبانيا. قدمت مهرجان الإسكندرية الدولي للغناء في دورته الحادية عشر عام 2014م.

## أعمالها

### أفلام
- 2024م: ليلة العيد
- 2022م: تماسيح النيل
- 2020م: بنات ثانوي

### المسلسلات
- 2024: جودر ألف ليلة وليلة ضيفة شرف
- 2024: عتبات البهجة بدور فلة
- 2023: كشف مستعجل بدور علياء
- 2022: الكبير أوي 6 ضيفة شرف
- 2022: مكتوب عليا بدور سلمى
- 2021: إلا أنا ج2 حكاية بدون ضمان بدور مريم
- 2021: ورا كل باب ج 2 حكاية كدبة كبيرة بدور فاطمة
- 2021: فارس بلا جواز بدور سلمى
- 2021: في بيتنا روبوت ضيفة شرف
- 2020: سكر زيادة بدور علا
- 2020: خيط حرير بدور شيري
- 2020: خيانة عهد بدور سارة
- 2020: الفتوة بدور شكر
- 2019: زلزال بدور أمل[5]
- 2019: أفراح إبليس 2 بدور عالية
- 2019: حكايتي بدور نسرين [6]
- 2019: بركة بدور سارة

### في الإذاعة
- 2021: رحلتي من الشك لبلطيم بدور سارة الجنايني

## وصلات خارجية
- هنادي مهنا على موقع IMDb (الإنجليزية)
- هنادي مهنا على موقع قاعدة بيانات الأفلام العربية
- هنادي مهنا على موقع قاعدة بيانات الفيلم (الإنجليزية)
- عقد قران أحمد خالد صالح وهنادي مهنا